# かわじま
かわじまは、埼玉県比企郡川島町の町名。現行行政地名はかわじま一丁目および二丁目。郵便番号は350-0168。

## 地理
川島町の西部に位置する。首都圏中央連絡自動車道川島インターチェンジ設置に伴い、造成された川島インター産業団地の範囲において地名変更が行われ成立した。インターチェンジ開通により鉄道駅のない川島町の玄関口が生まれたことから「かわじま」と命名された。インターチェンジ南側でも工業団地の造成が計画されている。国道254号の東側が1丁目、西側が2丁目となっている。

## 歴史

### 沿革
- 2008年（平成20年）3月 - 首都圏中央連絡自動車道（圏央道）が開通し、川島インターチェンジが開業。
- 2009年（平成21年）
  - 3月 - 川島インター産業団地が完成し、大字中山の一部からかわじま一丁目・二丁目が成立。
  - 4月1日 - 地内にかわじま公園が造成され、開園する[4]。

## 世帯数と人口
2017年（平成29年）10月1日現在の世帯数と人口は以下の通りである。
| 丁目           | 世帯数 | 人口 |
| -------------- | ------ | ---- |
| かわじま二丁目 | 49世帯 | 52人 |

## 小・中学校の学区
町立小・中学校に通う場合、学区は以下の通りとなる。
| 丁目           | 番地 | 小学校             | 中学校           |
| -------------- | ---- | ------------------ | ---------------- |
| かわじま一丁目 | 全域 | 川島町立中山小学校 | 川島町立西中学校 |
| かわじま二丁目 | 全域 | 川島町立中山小学校 | 川島町立西中学校 |

## 交通
鉄道は川島町全体において無い。

### 道路
- 首都圏中央連絡自動車道（圏央道）
  - 川島インターチェンジ（一部）
    - 川島料金所
- 国道254号川島バイパス
- かわじま中央通り
- つばさ・みらい通り

## 施設
地内の大半は川島インター産業団地となっており、10の区画に分かれている。物流施設やパン工場などの工場が立ち並ぶ。地内の一部は「川島IC」などの道路用地のほか、南西部に「かわじま公園」が設置されている。